# Three.js
Three.js est une bibliothèque JavaScript pour créer des scènes 3D dans un navigateur web. Elle peut être utilisée avec la balise canvas du HTML5 sans avoir besoin d'un plugin. Le code source est hébergé sur le GitHub de son créateur mrDoob.
Son principe est d'être accessible à tout le monde, elle permet des rendus en WebGL, CSS3D et SVG.
Sa logique est proche - bien que plus moderne - du moteur graphique Shockwave d'Adobe, qui était l'ancien standard de la 3D en navigateur avant la généralisation du WebGL. Les objets sont rangés en arborescence de matrices, avec un système parent/enfants. Le matériau par défaut est très simple mais il dispose de nombreuses options pour y ajouter divers effets.
La bibliothèque contient par exemple les fonctionnalités suivantes :
- Animation par squelette
- LOD (niveau de détails pour les objets)
- Chargement de fichiers aux formats .OBJ, .JSON, .FBX, .DAE, .GLB
- Système de particules (pour par exemple simuler la neige, le feu, etc.)
- Système de collisions pour jeux vidéos, basé sur un stockage des triangles dans un octree.

## Exemple
Le code suivant crée une scène et ajoute une caméra et un cube, une balise de rendu canvas s'ajoute à la page. Une fois chargé, le cube tourne sur son axe X et Y.
```
<
script
>

    
var
 
camera
,
 
scene
,
 
renderer
,

    
geometry
,
 
material
,
 
mesh
;

    
init
();

    
animate
();

    
function
 
init
()
 
{

        
scene
 
=
 
new
 
THREE
.
Scene
();

        
camera
 
=
 
new
 
THREE
.
PerspectiveCamera
(
 
75
,
 
window
.
innerWidth
 
/
 
window
.
innerHeight
,
 
1
,
 
10000
 
);

        
camera
.
position
.
z
 
=
 
1000
;

        
geometry
 
=
 
new
 
THREE
.
BoxGeometry
(
 
200
,
 
200
,
 
200
 
);

        
material
 
=
 
new
 
THREE
.
MeshBasicMaterial
(
 
{
 
color
:
 
0xff0000
,
 
wireframe
:
 
true
 
}
 
);

        
mesh
 
=
 
new
 
THREE
.
Mesh
(
 
geometry
,
 
material
 
);

        
scene
.
add
(
 
mesh
 
);

        
renderer
 
=
 
new
 
THREE
.
CanvasRenderer
();

        
renderer
.
setSize
(
 
window
.
innerWidth
,
 
window
.
innerHeight
 
);

        
document
.
body
.
appendChild
(
 
renderer
.
domElement
 
);

    
}

    
function
 
animate
()
 
{

        
// note: three.js includes requestAnimationFrame shim

        
requestAnimationFrame
(
 
animate
 
);

        
render
();

    
}

    
function
 
render
()
 
{

        
mesh
.
rotation
.
x
 
+=
 
0.01
;

        
mesh
.
rotation
.
y
 
+=
 
0.02
;

        
renderer
.
render
(
 
scene
,
 
camera
 
);

    
}

<
/script>

```